# Игор Иванов
Игор Сергејевич Иванов (рус. И́горь Серге́евич Ивано́в; 23. септембар 1945) руски је политичар који је био министар иностраних послова Русије, од 1998. до 2004. године.

## Младост
Иванов је рођен 1945. у Москви, од оца Руса и мајке Грузинке (Елена Сагирасхвили). Године 1969. дипломирао је на Московском институту за стране језике (Московски државни лингвистички универзитет). Придружио се совјетском министарству иностраних послова 1973. и провео десет година у Шпанији. Вратио се у Совјетски Савез 1983. године, a 1991. постао је амбасадор у Мадриду.

## Политичка каријера

### Министар спољних послова
Именован је за министра иностраних послова 11. септембра 1998. Као руски министар, Иванов је био противник бомбардовања НАТО пакта на Савезну Републику Југославију. Такође је био противник америчке инвазије на Ирак. Иванов је одиграо кључну улогу у посредовању у договору између грузијског председника Едуарда Шеварднадзеа и опозиционих странака током грузијске револуције ружа 2003. године.

### Оставка
Иванова је на место министра иностраних послова заменио Сергеј Лавров 2004. године, а председника Владимира Путина именовао је на место секретара Савета безбедности, а убрзо након тога Лаврова званично и постаје министар иностраних послова.
Дана 9. јула 2007, Иванов подноси оставку. Председник Путин 18. јула прихвата оставку Иванова и именује Валентина Соболева као вршиоца дужности секретара.
Иванов је професор на Московском државном институту за међународне односе (МГИМО-Универзитет), члан Надзорног одбора Међународног луксембуршког форума о спречавању нуклеарне катастрофе и члан Европског савета за толеранцију и помирење. Такође је и председник Руског савета за међународне послове (РИАЦ).
Године 2011, Иванов постаје члан саветодавног савета Хашког института за глобалну правду, а 2014. ради за новине Москов тајмс.

## Почасти и награде
- Јунак Руске Федерације (27. октобар 1999)
- Ред за заслуге за домовину, 2. (1999) и 4. (1996) разред
- Орден части (1988)
- Медаља У поводу 850. годишњице Москве
- Поштовани радник Дипломатске службе Руске Федерације (2003)
- Захвалност председника Руске Федерације (1995, 1996, 1997, 1998, 1999)
- Велики криж реда Сан Карлоса (2001, Колумбија)
- Ред пријатељства (Вијетнам) (2001)
- Орден Светог Кнеза Владимира, 2. класе (2003, Руска православна црква)
- Комеморативна медаља Горчаков (2005, МФА за Русију)
- Сребрни крст Руског биографског института (1999)
- Лауреат за Човека године (1999)